# زياد التلمساني
زياد التلمساني 
ولد في 10 ماي 1963 لاعب كرة قدم تونسي سابق كان يلعب في خطة مهاجم. بدا مسيرته مع الترجي الرياضي التونسي ثم انتقل فيتوريا غيماريش حيث لعب لمدة 5 مواسم. في موسم 1997 - 1998 انتقل للعب مع فيسيل كوبه في اليابان لينهي مشواره الكروي مع الترجي.
هو ابن اللاعب عبد المجيد التلمساني.
خاض كاس أفريقيا للأمم 1998 مع المنتخب التونسي.

## روابط خارجية
- زياد التلمساني على موقع الاتحاد الدولي (مؤرشف)  (الإنجليزية)
- زياد التلمساني على موقع الاتحاد الأوربي (الإنجليزية)
- زياد التلمساني على موقع رابطة كرة القدم اليابانية للمحترفين (اليابانية)
- زياد التلمساني على موقع قاعدة بيانات كرة القدم.إي يو (الإنجليزية)
- زياد التلمساني على موقع ناشيونال فوتبول تيمز (الإنجليزية)
- زياد التلمساني على موقع عالم كرة القدم.نت (الإنجليزية)